# Pseudhammus alboplagiatus
Pseudhammus alboplagiatus là một loài bọ cánh cứng trong họ Cerambycidae.